# Kokujin
Kokujin (chữ Hán: 国人, cách đọc Hán Việt: quốc nhân) là từ chủ yếu dùng để chỉ tầng lớp Địa đầu (Jitō) từ thời đại Kamakura và tầng lớp võ sĩ đi khai phá các xứ từ thời Nam Bắc Triều (Nambokuchō) cho đến thời Muromachi. Về thực chất, đây là các lãnh chúa phong kiến ở địa phương và còn được gọi chung là "quốc chúng" (国衆, Kunishū) hoặc "quốc nhân chúng" (国人衆, Kokujinshū).

## Khái yếu
Quốc nhân là danh từ chung chỉ tầng lớp cai quản các trang viện, đất công trong thể chế Vương triều quốc gia (Ōchō kokka) được thành lập vào giữa thời Heian và các lãnh chúa địa phương (Địa đầu) phát sinh nhiều từ thời Kamakura trở đi. Từ này còn là một thuật ngữ trong các tư liệu cùng thời, mang hàm ý chỉ các thế lực bản địa chống đối lại với các thế lực cai trị từ bên ngoài địa phương như Mạc phủ, các thủ hộ (Shugo) hay lãnh chúa trang viện và nhắm đến việc cai trị lãnh địa của mình.
Người ta bắt gặp từ này thỉnh thoảng xuất hiện từ thời Kamakura được sử dụng để chỉ các võ sĩ có thế lực độc lập ngụ cư ở địa phương. Nguồn gốc của các võ sĩ này bắt nguồn trực tiếp từ chức Địa đầu thời Kamakura. Các võ sĩ này sau đó định cư tại địa phương và trở thành các lãnh chúa cai quản địa phương đó. Vào thời Kamakura, vì có ý chống đối với giai cấp cai trị bên trên mà tầng lớp này còn được gọi bằng từ "Ác đảng" (Akutō, băng đảng kẻ xấu).
Vai trò của tầng lớp võ sĩ này chỉ thực sự trở nên quan trọng khi Mạc phủ Kamakura suy tàn cho đến thời Nam Bắc Triều, nhất là trong thời loạn Kannō. Các lãnh chúa địa phương này đã gây ảnh hưởng không nhỏ đến nền chính trị, quân sự của các xứ trong thời Nam Bắc Triều. Mặt khác, các quốc nhân này cũng rất nhạy cảm với các động thái chính trị ở trung ương.
Lực lượng quốc nhân ngày càng mạnh mẽ hơn và bắt đầu tác động tới hành động của Mạc phủ Muromachi, các Shugo Daimyō và các lãnh chúa trang viện. Trong bối cảnh này, tầng lớp quân nhân dần thắt chặt quản lý của họ đối với tầng lớp nông dân, phản kháng lại sự cai trị và can thiệp của Mạc phủ Muromachi và các Đại danh Thủ hộ (Shugo Daimyō), góp phần tăng trưởng nền kinh tế địa phương, kinh tế lưu thông cùng với sự phát đạt của các hình thức kinh doanh vận chuyển, chuyên chở hàng hóa.
Các lãnh chúa địa phương này còn bước thêm một bước nữa so với kiểu cai trị mang tính tảng mác ở các địa phương của tầng lớp lãnh chúa Địa đầu kiểu cũ bằng việc cai trị vùng kinh tế tập trung trong lãnh địa của họ. Các quốc nhân còn can thiệp vào xung đột giữa các lãnh chúa trang viện và tầng lớp quý tộc hạ cấp, có được quan tước và bắt đầu đảm nhận chánh vụ hành chánh. Cách cai quản của Kokujin đối với đất đai và nông dân được đánh giá là chặt chẽ hơn so với cách cai quản kiểu cũ thông qua việc điều tra diện tích ruộng đất và hoàn trả di dân. Quốc nhân ở các địa phương còn có mối liên kết với nhau để phòng việc di dân từ lãnh địa này sang lãnh địa khác mà theo đó, người dân nào chuyển đổi nơi sinh sống, nếu bị phát hiện sẽ bị bắt trả về nơi cũ.
Đối với tầng lớp cai trị từ bên ngoài như các thủ hộ (shugo) hay các lãnh chúa trang viện thì các Kokujin vừa chịu sự chi phối một phần, vừa tăng cường sức mạnh quân sự của mình bằng việc quan chức hóa tầng lớp Jisamurai trong lãnh địa của mình và liên hợp với các Kokujin khác để chống lại. Từ thời Nam Bắc Triều cho đến Muromachi đã xảy ra nhiều vụ nổi loạn ở các địa phương. Những vụ này mang nhiều hình thái khác nhau nhưng đều có thể xem là sự liên kết của các Kokujin.
Đến thời Chiến Quốc, khi sự cai trị của các Đại danh Thủ hộ (Shugo Daimyō) suy yếu thì tầng lớp Quốc nhân trở thành lãnh chúa độc lập cát cứ tại các địa phương. Phần lớn các Quốc nhân trong thời kỳ này đều trở thành gia thần cho các Đại danh Chiến quốc(Sengoku Daimyō) như họ Kiso và họ Murakami. Tuy nhiên trong số đó cũng xuất hiện các Quốc nhân dần bành trướng thế lực, trở thành các lãnh chúa đại danh hùng mạnh như họ Mōri, họ Chōsokabe, họ Ryūzōji và họ Tamura.

## Danh sách Kokujin chủ yếu ở các địa phương

### Hokkaidō
| xứ Ezo | họ Kakizaki（họ Matsumae） |

### Vùng Tōhoku
| xứ Mutsu | họ Nambu、họ Tsugaru、họ Hachinohe、họ Daikōji、họ Shibashi、họ Waga、họ Hienuki、họ Kunohe、họ Kuji、họ Heii、họ Jōhōji、họ Kudō、họ Asonuma、họ Esashi、họ Usugi、họ Iwabu、họ Kasai、họ Ōsaki、họ Kurokawa、họ Rusu、họ Kokubun、họ Akiu、họ Isago、họ Ujiie、họ Takashimizu、họ Nagae、họ Hōzawa、họ Magome、họ Motoyoshi、họ Watari、họ Shiraishi、họ Sōma、họ Iwaki、họ Shirakawa Yūki、họ Tamura、họ Ishikawa、họ Hyōha、họ Katōno、họ Iino、họ Date、họ Ashina、họ Iwanashiro、họ Kakeda、họ Satō、họ Moniwa、họ Nihonmatsu、họ Ishibashi、họ Numagawa、họ Nigaidō |
| xứ Dewa  | họ Andō（họ Akita）、họ Ōhira、họ Onodera、họ Shiraiwa、họ Shinshiro、họ Tozawa、họ Naraoka、họ Asari、họ Hondō、họ Yatsuyanagi、họ Rokugō、họ Yurijūnitō、họ Mogami、họ Daihōji、họ Tendō、họ Sagae、họ Shiratori、họ Sakenobe、họ Tateoka、họ Higashine、họ Aterazawa、họ Hosokawa |

### Vùng Kantō
| xứ Hitachi      | họ Satake、họ Edo、họ Oda、họ Onosaki、họ Kasama、họ Kashima、họ Sugatani、họ Daijō、họ Toki、họ Makabe、họ Yamairi、họ Yamagata、họ Oguri、họ Oze、họ Ogawa、họ Odano、họ Shida                                                               |
| xứ Shimonotsuke | họ Utsunomiya、họ Nasu、họ Sano、họ Oyama、họ Shionoya、họ Tagō、họ Haga、họ Mashiko、họ Minagawa、họ Ashikaga Nagao、họ Ashino、họ Iono、họ Ōzeki、họ Ōtawara、họ Senbon、họ Fukubara、họ Mibu、họ Mumo、họ Motegi、họ Kimishima、họ Naganuma |
| xứ Kōzuke       | họ Yokose、họ Kiryū、họ Nagao、họ Nagano、họ Akai、họ Iwamatsu、họ Kamiizumi、họ Gokan、họ Takada、họ Numata |
| xứ Shimōsa      | họ Yūki、họ Chiba、họ Ashikaga、họ Usui、họ Unakami、họ Shirai、họ Takashiro、họ Tagaya、họ Noda、họ Hara、họ Mizunoya、họ Yamagawa、họ Yanada                                                                                                 |
| xứ Kazusa       | họ Sakai、họ Toki、họ Yamamuro |
| xứ Awa          | họ Masaki、họ Anzai |
| xứ Musashi      | họ Edo、họ Ōta、họ Fukaya、họ Takuma、họ Ōishi、họ Isshiki、họ Kaneko、họ Kira、họ Sasaki、họ Toshima、họ Shibukawa、họ Narita、họ Mita |
| xứ Sagami       | họ Ōmori、họ Miura、họ Soga、họ Matsuda |

### Vùng Chūbu
| xứ Kai     | họ Takeda、họ Anayama、họ Koyamada、họ Atobe、họ Amari、họ Itagaki、họ Hakii、họ Ichikawa、họ Ōi、họ Obu、họ Osade、họ Baba、họ Morogaku、họ Yokota                                                                                |
| xứ Shinano | họ Murakami、họ Ogasawara、họ Suwashi、họ Kiso、họ Sanada、họ Inoue、họ Unno、họ Ōi、họ Takanashi、họ Chikyū、họ Katagiri、họ Iijma、họ Yoda、họ Ina、họ Izumi、họ Nezu、họ Hiraga、họ Hoshina、họ Fujisawa                        |
| xứ Hidano  | họ Anekōji、họ Miki、họ Ema、họ Uchigashima、họ Hirose、họ Ushimaru |
| xứ Echigo  | họ Nagao、họ Irobe、họ Chisaka、họ Usami、họ Kakizaki、họ Kaji、họ Hōjō、họ Oguni、họ Shibata、họ Jōjō、họ Naoe、họ Hirako、họ Honjō、họ Sanbonji                                                                                  |
| xứ Sado    | họ Homma |
| xứ Etchū   | họ Jinbō、họ Shiina、họ Ishiguro、họ Dohi、họ Saitō |
| xứ Noto    | họ Chō、họ Nukui、họ Yusa |
| xứ Kaga    | họ Togashi、họ Saitō |
| xứ Echizen | họ Asakura、họ Kai、họ Horie、họ Yamazaki |
| xứ Wakasa  | họ Awaya、họ Hemi、họ Hongō |
| xứ Suruga  | họ Imagawa、họ Asahina、họ Katsurayama、họ Fukushima |
| xứ Tōtōmi  | họ Amagata、họ Amano、họ Ii、họ Ōkōchi、họ Ogasawara、họ Kuno、họ Homma、họ Hamana |
| xứ Mikawa  | họ Matsudaira（họ Tokugawa）、họ Udono、họ Okudaira、họ Kira、họ Suganuma、họ Saigō、họ Toda、họ Makino、họ Asuke、họ Suzuki、họ Arakawa、họ Ōsuga                                                                                 |
| xứ Owari   | họ Oda、họ Sakuma、họ Sassa、họ Niwa、họ Hayashi、họ Hisamatsu、họ Maeda、họ Yamada、họ Mizuno、họ Mizuno (Kammu Heiji)、họ Mōri、họ Yamauchi、họ Yamaguchi、họ Ishibashi                                                          |
| xứ Mino    | họ Toki、họ Asano、họ Saitō、họ Inaba、họ Ujiie、họ Andō、họ Tōyama、họ Akechi、họ Yamagata、họ Ochiai、họ Shimizu、họ Seki、họ Kani、họ Kagami、họ Hachiya、họ Hara、họ Kida、họ Higashi、họ Endō、họ Takenaka、họ Nagai、họ Fuwa |
| xứ Ise     | họ Kambe、họ Nagano、họ Seki、họ Ōkōchi、họ Kozukuri、họ Sakauchi、họ Tamaru、họ Namise、họ Fujikata |
| Xứ Iga     | họ Hattori、họ Momochi、họ Fujibayashi |
| xứ Shima   | họ Kuki |

### Vùng Kinki
| xứ Ōmi       | họ Sasaki、họ Asai、họ Aochi、họ Asami、họ Abei、họ Isono、họ Imai、họ Ōhara、họ Kutsuki、họ Zenshaku、họ Wada、họ Takaya、họ Ogura、họ Kamisaka、họ Gamō、họ Komai、họ Shimosaka、họ Takamiya、họ Hirai、họ Watanabe         |
| xứ Yamashiro | họ Kawashima、họ Tsubai、họ Matsui |
| xứ Yamato    | họ Tsutsui、họ Ochi、họ Sawa、họ Tada、họ Hayama、họ Tōichi、họ Toyota、họ Fuse、họ Yagyū |
| xứ Settsu    | họ Akutagawa、họ Araki、họ Arima、họ Ikeda、họ Itami、họ Ibaraki、họ Irie、họ Kawarabayashi、họ Tada、họ Shiokawa、họ Takayama、họ Nakagawa、họ Nose、họ Mizokui、họ Watanabe、họ Matsubara、họ Miyake、họ Yakushiji、họ Wada |
| xứ Tamba     | họ Hatano、họ Akai、họ Naitō、họ Kawakatsu、họ Hagino、họ Kuge、họ Sakai、họ Nakazawa、họ Momii |
| xứ Tango     | họ Nobinaga、họ Ishikawa |
| xứ Izumi     | họ Tannowa、họ Amahai、họ Terada、họ Numada、họ Waku |
| xứ Kawachi   | họ Yusa、họ Irie、họ Matsui、họ Mizuhaya、họ Yasumi、họ Watanabe |
| xứ Kii       | Sakaishū、họ Suzuki、họ Yukawa、họ Nobe、họ Susami、họ Tamaki |
| xứ Awaji     | họ Atagi、họ Kashū、họ Kajiwara、họ Kikkawa、họ Noguchi、họ Hirota、họ Fukura、họ Funakoshi |

### Vùng Chūgoku
| xứ Harima   | họ Bessho、họ Miki、họ Akashi、họ Azumi、họ Arita、họ Ōgo、họ Kashiya、họ Gotō、họ Yorifuji、họ Arima                                                                                       |
| xứ Inaba    | họ Kusakari、họ Tagimi、họ Mikami、họ Inaba Mōri、họ Yabe、họ Hatano、họ Tampi、họ Shikano、họ Yoshimi、họ Ida、họ Kinohara、họ Inaba Takeda、họ Nakamura、họ Akisato、họ Yoshioka、họ Saji |
| xứ Tajima   | họ Kakiya、họ Yagi、họ Ōtagaki、họ Taishō、họ Tagimi、họ Shukunami |
| xứ Mimasaka | họ Gotō、họ Emi、họ Satō、họ Shinmen、họ Nakajima、họ Niimi、họ Miura |
| xứ Bizen    | họ Uragami、họ Ukita、họ Iga、họ Nose、họ Kanamitsu、họ Matsuda |
| xứ Bitchū   | họ Mimura、họ Akiba、họ Shimizu、họ Senoo、họ Suyama、họ Namba、họ Minami |
| xứ Bingo    | họ Yamauchi、họ Miya、họ Koshi、họ Shibukawa、họ Sugihara、họ Tabusa、họ Fukubara、họ Miyoshi、họ Watanabe、họ Washi                                                                        |
| xứ Hōki     | họ Nanjō、họ Ogamo、họ Hachitsuka、họ Hōki Yamada、họ Yukimatsu、họ Hino、họ Otsufuru、họ Tōgō、họ Komori、họ Shin、họ Murakami、họ Chō                                                     |
| xứ Izumo    | họ Amago、họ Misawa、họ Mitoya、họ Akana、họ Jinzai、họ Shinji、họ Ōnishi、họ Yuhara、họ Maibara                                                                                            |
| xứ Oki      | họ Oki |
| xứ Aki      | họ Mōri、họ Kikkawa、họ Kobayakawa、họ Asonuma、họ Amano、họ Inoue、họ Kagawa、họ Kumagai、họ Shishido、họ Shirai、họ Yamagata、họ Noma、họ Hiraga、họ tư tế đền thờ Itsukushima            |
| xứ Iwami    | họ Ogasawara、họ Sawa、họ Sufu、họ Takahashi、họ Tago、họ Nagayasu、họ Fukuya、họ Honjō、họ Masuda、họ Misumi、họ Yoshimi                                                                   |
| xứ Suō      | họ Sue、họ Aokage、họ Sugimori、họ Toida、họ Niho、họ Reizei |
| xứ Nagato   | họ Naitō、họ Okabe、họ Kotō |

### Vùng Shikoku
| xứ Tanuki | họ Sogo、họ Kagawa、họ Akiyama、họ Arioka、họ Ikenouchi、họ Kamoi、họ Sangawa、họ Nagao、họ Hayuka、họ Maeda、họ Miki、họ Mitsui、họ Mitani、họ Yusa                                                                           |
| xứ Awa    | họ Oe、họ Izawa、họ Kondō、họ Ōnishi、họ Ichihara、họ Amabe、họ Kamata、họ Sasaki、họ Shinkai、họ Saegusa、họ Sano、họ Taguchi、họ Tada、họ Dohi、họ Harada、họ Miki、họ Motoki、họ Mori、họ Yamada、 họ Yoshinari、họ Miyoshi |
| xứ Tosa   | họ Chōsokabe、họ Motoyama、họ Aki、họ Kira、họ Kōsokabe、họ Tsuno、họ Ōhira、họ Yamada、họ Kataoka、họ Toyonaga、họ Ishigaya、họ Hirota                                                                                        |
| xứ Iyo    | họ Kawano、họ Saionji、họ Utsunomiya、họ Kutsuna、họ Kaneko、họ Doi、họ Manabe、họ Takahashi、họ Tsumadori、họ Komoda |

### Vùng Kyūshū
| xứ Buzen    | họ Sugi、họ Kii、họ Sada、họ Tokieda、họ Nagano、họ Nuki、họ Nonaka、họ Moji |
| xứ Bungo    | họ Ōtomo、họ Saeki、họ Bekki、họ Usuki、họ Ichimada、họ Sada、họ Shiga、họ Takuma、họ Takita、họ Tachibana、họ Tahara、họ Anan、họ Yoshihiro、họ Kutami、họ Nogami、họ Seguchi |
| xứ Chikuzen | họ Aso、họ Kawasaki、họ Harada、họ Minakata、họ Akizuki |
| xứ Chikugo  | họ Kamachi、họ Kawasaki、họ Kusano、họ Kuroki、họ Gojō、họ Takahashi、họ Tajiri、họ Nishimuta、họ Hoshino、họ Miike、họ Monchūsho |
| xứ Hizen    | họ Ryūzōji、họ Nabeshima、họ Arima、họ Matsuura、họ Uezuma、họ Inuzuka、họ Imari、họ Uku, họ Egami、họ Ōmura、họ Ogawa、họ Oda、họ Kumashiro、họ Kusano、họ Saigō、họ Shibukawa、họ Tajiri、họ Takagi、họ Chiba、họ Tsuku、họ Nagasaki、họ Naritomi、họ Hata、họ Fukabori、họ Yokotake |
| xứ Tsushima | họ Sō |
| xứ Higo     | họ Kikuchi、họ Sagara、họ Aso、họ Akahoshi、họ Amakusa、họ Uchikuga、họ Kai、họ Kanokogi、họ Gōshi、họ Kumabe、họ Shōdai、họ Gojō、họ Shiki、họ Jō、họ Wani |
| xứ Hyūga    | họ Itō、họ Tsuchimochi、họ Umekita、họ Mera、họ Wakabayashi |
| xứ Ōsumi    | họ Kimotsuki、họ Ijichi、họ Inoue, họ Kajiki、họ Saisho、họ Shikine、họ Nejime、họ Hishikari、họ Hirata、họ Honda |
| xứ Satsuma  | họ Shimazu、họ Ijūin、họ Irikiin、họ Kamata、họ Kawakami、họ Kawada、họ Gamō、họ Shūin、họ Tanegashima、họ Niiro、họ Yagi |

## Mục liên quan
- Hào tộc Nhật Bản
- Thổ hào Nhật Bản